# Jasenko Omanović
Jasenko Omanović, född 7 augusti 1967 i Bosnien och Hercegovina (dåvarande Jugoslavien), är en svensk politiker (socialdemokrat). Han är riksdagsledamot sedan 2006 (ordinarie ledamot 2006–2018, statsrådsersättare 2018–2021 och åter ordinarie ledamot sedan 2021), invald för Västernorrlands läns valkrets.

## Biografi
Omanović är gift och har två barn och bor i Härnösand. Han är ordförande för 5i12-rörelsen, som står upp mot främlingsfientlighet och rasism.

### Riksdagsledamot
Omanović valdes in som ordinarie ledamot av Sveriges riksdag i valet 2006 och tjänstgjorde som riksdagsledamot fram till 2018. I riksdagsvalet 2018 kandiderade han åter och blev ersättare. Omanović var statsrådsersättare för Stefan Löfven 2018–2021, varefter han utsågs till ny ordinarie riksdagsledamot från och med 1 september 2021 sedan Ingemar Nilsson avsagt sig uppdraget.
I riksdagen är Omanović ledamot i trafikutskottet sedan 2014 och ledamot i OSSE-delegationen sedan 2018. Han var ledamot i socialförsäkringsutskottet 2010–2014 och utrikesutskottet 2014. Han är eller har varit suppleant i bland annat arbetsmarknadsutskottet, näringsutskottet, socialförsäkringsutskottet, trafikutskottet, utrikesutskottet och OSSE-delegationen.